# Kabinett Katrín Jakobsdóttir I
Das Kabinett Katrín Jakobsdóttir I war seit dem 30. November 2017 bis zur Parlamentswahl vom 25. September 2021 und danach geschäftsführend bis zur Bildung des Kabinetts Katrín Jakobsdóttir II am 28. November 2021 die Regierung Islands. Es handelte sich um eine Koalition aus der Links-Grünen Bewegung, der liberal-konservativen Unabhängigkeitspartei und der Fortschrittspartei, einer nordischen Agrarpartei. 
Nach der vorgezogenen Parlamentswahl vom 28. Oktober 2017 hatte Präsident Guðni Th. Jóhannesson der Vorsitzenden der Links-Grünen Bewegung, Katrín Jakobsdóttir, zunächst das Mandat zu Koalitionsgesprächen mit dem Ziel einer Vier-Parteien-Koalition aus Links-Grünen, der isländischen Piratenpartei Píratar, der sozialdemokratischen Allianz und der Fortschrittspartei erteilt. Die Verhandlungen für eine Mitte-Links-Koalition in dieser Zusammensetzung wurden am 6. November für gescheitert erklärt, weil der Fortschrittspartei die Mehrheit von nur einer Stimme zu unsicher war. In der Folge führte Katrín Jakobsdóttir erfolgreiche Verhandlungen mit der Fortschrittspartei und der Unabhängigkeitspartei, deren Vorsitzender Bjarni Benediktsson Premierminister der vorangehenden Regierung war und nun den Posten des Finanzministers erhielt, den er bereits im Kabinett Sigmundur Davíð Gunnlaugsson und der darauf folgenden Übergangsregierung von Sigurður Ingi Jóhannsson bekleidet hatte.
Die Zusammenarbeit von Katrín Jakobsdóttir mit der Unabhängigkeitspartei ist in Teilen der Links-Grünen Bewegung auf Widerstand gestoßen. Zwei Parlamentarier der Links-Grünen, Andrés Ingi Jónsson und Rósa Björk Brynjólfsdóttir, hatten gegen die Koalitionsgespräche gestimmt, entschlossen sich jedoch, in der Fraktion zu verbleiben. Die Koalition hatte damit zunächst eine Mehrheit von 35 der 63 Sitze im Althing. In der Folge haben Andrés und Rósa ihre grundsätzliche Unterstützung der Regierung von Katrín Jakobsdóttir erklärt, jedoch offengelassen, ob sie immer mit der Fraktion stimmen werden. Letztlich haben aber sowohl Andrés als auch Rósa die Links-Grüne Bewegung während der Legislaturperiode verlassen. Die Koalition hatte auch mit 33 Stimmen eine Mehrheit.

## Regierungsmitglieder
| Ressort                          | Minister                                                                                      | Zeitraum                          | Partei                | Anmerkung                                                                         |
| -------------------------------- | --------------------------------------------------------------------------------------------- | --------------------------------- | --------------------- | --------------------------------------------------------------------------------- |
| Premierminister                  | Katrín Jakobsdóttir                                                                           | seit 30. November 2017            | Links-Grüne Bewegung  | Vorsitzende der Links-Grünen Bewegung                                             |
| Auswärtiges                      | Guðlaugur Þór Þórðarson                                                                       | seit 30. November 2017            | Unabhängigkeitspartei | In gleicher Position bereits im Kabinett Bjarni Benediktsson seit 11. Januar 2017 |
| Finanzen                         | Bjarni Benediktsson                                                                           | seit 30. November 2017            | Unabhängigkeitspartei | Vorsitzender der Unabhängigkeitspartei                                            |
| Wohlfahrt                        | Ásmundur Einar Daðason (Soziales und Gleichberechtigung, ab 2019: Soziales und Kinderbelange) | seit 30. November 2017            | Fortschrittspartei    |                                                                                   |
| Wohlfahrt                        | Svandís Svavarsdóttir (Gesundheit)                                                            | seit 30. November 2017            | Links-Grüne Bewegung  |                                                                                   |
| Justiz                           | Sigríður Á. Andersen                                                                          | 30. November 2017 – 13. März 2019 | Unabhängigkeitspartei | In gleicher Position bereits im Kabinett Bjarni Benediktsson seit 11. Januar 2017 |
| Justiz                           | Þórdís Kolbrún R. Gylfadóttir                                                                 | 14. März – 5. September 2019      | Unabhängigkeitspartei | Vorübergehend zusätzlich zum Ministerium für Tourismus, Industrie und Innovation  |
| Justiz                           | Áslaug Arna Sigurbjörnsdóttir                                                                 | seit 6. September 2019            | Unabhängigkeitspartei |                                                                                   |
| Verkehr und Kommunen             | Sigurður Ingi Jóhannsson                                                                      | seit 30. November 2017            | Fortschrittspartei    | Vorsitzender der Fortschrittspartei                                               |
| Bildung und Kultur               | Lilja Dögg Alfreðsdóttir                                                                      | seit 30. November 2017            | Fortschrittspartei    |                                                                                   |
| Wirtschaft und Innovation        | Kristján Þór Júlíusson (Fischerei und Landwirtschaft)                                         | seit 30. November 2017            | Unabhängigkeitspartei |                                                                                   |
| Wirtschaft und Innovation        | Þórdís Kolbrún R. Gylfadóttir (Tourismus, Industrie und Innovation)                           | seit 30. November 2017            | Unabhängigkeitspartei | In gleicher Position bereits im Kabinett Bjarni Benediktsson seit 11. Januar 2017 |
| Umwelt und natürliche Ressourcen | Guðmundur Ingi Guðbrandsson                                                                   | seit 30. November 2017            | Links-Grüne Bewegung  | Gehört nicht dem Althing an                                                       |